# 1997 FV3
1997 FV3 är en asteroid i huvudbältet som upptäcktes den 31 mars 1997 av LINEAR i Socorro County, New Mexico.
Asteroiden har en diameter på ungefär 2 kilometer och den tillhör asteroidgruppen Vesta.